# Asian Le Mans Series 2015/16
Die Asian-Le-Mans-Series-Saison 2015/16 war die fünfte Saison der Asian Le Mans Series. Die Saison begann am 10. Oktober 2015 in Fuji und endete am 24. Januar 2016 in Sepang. Es wurden vier Veranstaltungen ausgetragen.

## Teams und Fahrer

### LMP2
| Team                      | Fahrzeug     | Motor                  | Reifen | Nr. | Fahrer             | Rennen |
| ------------------------- | ------------ | ---------------------- | ------ | --- | ------------------ | ------ |
| Eurasia Motorsport        | Oreca 03R    | Nissan VK45DE 4.5 L V8 | M      | 99  | Wiliam Lok         | 1–4    |
| Eurasia Motorsport        | Oreca 03R    | Nissan VK45DE 4.5 L V8 | M      | 99  | Tack Sung Kim      | 1–2, 4 |
| Eurasia Motorsport        | Oreca 03R    | Nissan VK45DE 4.5 L V8 | M      | 99  | Tristan Gommendy   | 1      |
| Eurasia Motorsport        | Oreca 03R    | Nissan VK45DE 4.5 L V8 | M      | 99  | Richard Bradley    | 2–4    |
| Eurasia Motorsport        | Oreca 03R    | Nissan VK45DE 4.5 L V8 | M      | 99  | Nick de Bruijn     | 3      |
| Race Performance          | Oreca 03R    | Judd HK 3.6 L V8       | M      | 08  | Nicolas Leutwiler  | 1–4    |
| Race Performance          | Oreca 03R    | Judd HK 3.6 L V8       | M      | 08  | Shinji Nakano      | 1–2    |
| Race Performance          | Oreca 03R    | Judd HK 3.6 L V8       | M      | 08  | Oliver Webb        | 3–4    |
| Algarve Pro Racing        | Ligier JS P2 | Nissan VK45DE 4.5 L V8 | M      | 25  | Michael Munemann   | 2–4    |
| Algarve Pro Racing        | Ligier JS P2 | Nissan VK45DE 4.5 L V8 | M      | 25  | Dean Koutsoumidis  | 2–4    |
| Algarve Pro Racing        | Ligier JS P2 | Nissan VK45DE 4.5 L V8 | M      | 25  | James Winslow      | 2–4    |
| Jagonya Ayam with Eurasia | Oreca 03R    | Nissan VK45DE 4.5 L V8 | M      | 09  | Sean Gelael        | 3–4    |
| Jagonya Ayam with Eurasia | Oreca 03R    | Nissan VK45DE 4.5 L V8 | M      | 09  | Antonio Giovinazzi | 3–4    |

### LMP3
| Team      | Fahrzeug     | Motor                | Reifen | Nr. | Fahrer                 | Rennen |
| --------- | ------------ | -------------------- | ------ | --- | ---------------------- | ------ |
| Team AAI  | Adess 03     | Nissan VK50 5.0 L V8 | M      | 88  | Tatsuya Tanigawa       | 1, 3   |
| Team AAI  | Adess 03     | Nissan VK50 5.0 L V8 | M      | 88  | Ryohei Sakaguchi       | 1      |
| Team AAI  | Adess 03     | Nissan VK50 5.0 L V8 | M      | 88  | Li Zhi Cong            | 1      |
| Team AAI  | Adess 03     | Nissan VK50 5.0 L V8 | M      | 88  | Chen Siyu              | 3      |
| Team AAI  | Adess 03     | Nissan VK50 5.0 L V8 | M      | 88  | Chen Junrong           | 3      |
| Team AAI  | Adess 03     | Nissan VK50 5.0 L V8 | M      | 89  | Terry Fang             | 1      |
| Team AAI  | Adess 03     | Nissan VK50 5.0 L V8 | M      | 89  | Masataka Yanagida      | 1–4    |
| Team AAI  | Adess 03     | Nissan VK50 5.0 L V8 | M      | 89  | Takamitsu Matsui       | 1      |
| Team AAI  | Adess 03     | Nissan VK50 5.0 L V8 | M      | 89  | Alex Kapadia           | 2      |
| Team AAI  | Adess 03     | Nissan VK50 5.0 L V8 | M      | 89  | Ollie Hancock          | 2      |
| Team AAI  | Adess 03     | Nissan VK50 5.0 L V8 | M      | 89  | Ryohei Sakaguchi       | 3      |
| Team AAI  | Adess 03     | Nissan VK50 5.0 L V8 | M      | 89  | Tanart Sathienthirakui | 3      |
| Team AAI  | Adess 03     | Nissan VK50 5.0 L V8 | M      | 89  | Chen Siyu              | 4      |
| Team AAI  | Adess 03     | Nissan VK50 5.0 L V8 | M      | 89  | Lam Yu                 | 4      |
| DC Racing | Ligier JS P3 | Nissan VK50 5.0 L V8 | M      | 01  | David Cheng            | 1–4    |
| DC Racing | Ligier JS P3 | Nissan VK50 5.0 L V8 | M      | 01  | Ho-Pin Tung            | 1–4    |
| DC Racing | Ligier JS P3 | Nissan VK50 5.0 L V8 | M      | 01  | Thomas Laurent         | 2–4    |

### CN
| Team                 | Fahrzeug  | Motor          | Reifen | Nr. | Fahrer              | Rennen |
| -------------------- | --------- | -------------- | ------ | --- | ------------------- | ------ |
| Avelon Formula       | Wolf GB08 | Honda 2.0 L I4 | M      | 21  | Denis Liang         | 2–4    |
| Avelon Formula       | Wolf GB08 | Honda 2.0 L I4 | M      | 21  | Giorgio Maggi       | 2–4    |
| Atlantic Racing Team | Wolf GB08 | Honda 2.0 L I4 | M      | 69  | Zen Low             | 2–4    |
| Atlantic Racing Team | Wolf GB08 | Honda 2.0 L I4 | M      | 69  | John Bryant-Meisner | 2      |
| Atlantic Racing Team | Wolf GB08 | Honda 2.0 L I4 | M      | 69  | Toshiyuki Ochiai    | 2      |
| Atlantic Racing Team | Wolf GB08 | Honda 2.0 L I4 | M      | 69  | Shinyo Sano         | 3–4    |

### GT
| Team                         | Fahrzeug                             | Reifen | Nr. | Fahrer                 | Rennen |
| ---------------------------- | ------------------------------------ | ------ | --- | ---------------------- | ------ |
| Spirit of Race               | Ferrari 458 GT3                      | M      | 38  | Nasrat Muzayyin        | 1–4    |
| Spirit of Race               | Ferrari 458 GT3                      | M      | 38  | Rui Águas              | 1–2    |
| Spirit of Race               | Ferrari 458 GT3                      | M      | 38  | Aaron Scott            | 3–4    |
| Spirit of Race               | Ferrari 458 GT3                      | M      | 38  | Marco Cioci            | 4      |
| Absolute Racing              | Audi R8 GT3 Audi R8 LMS              | M      | 05  | Alex Yoong             | 1      |
| Absolute Racing              | Audi R8 GT3 Audi R8 LMS              | M      | 05  | Shaun Thong            | 1      |
| Absolute Racing              | Audi R8 GT3 Audi R8 LMS              | M      | 05  | Jeffey Lee             | 1–4    |
| Absolute Racing              | Audi R8 GT3 Audi R8 LMS              | M      | 05  | Alessio Picariello     | 2–4    |
| Absolute Racing              | Audi R8 GT3 Audi R8 LMS              | M      | 05  | Andrew Kim             | 3      |
| Absolute Racing              | Audi R8 GT3 Audi R8 LMS              | M      | 05  | Adderly Fong           | 3      |
| Absolute Racing              | Audi R8 GT3 Audi R8 LMS              | M      | 05  | Christopher Mies       | 4      |
| Bentley Team Absolute Racing | Bentley Continental GT3              | M      | 06  | Adderly Fong           | 4      |
| Bentley Team Absolute Racing | Bentley Continental GT3              | M      | 06  | Andrew Palmer          | 4      |
| Bentley Team Absolute Racing | Bentley Continental GT3              | M      | 66  | Andrew Kim             | 4      |
| Bentley Team Absolute Racing | Bentley Continental GT3              | M      | 66  | Tanart Sathienthirakul | 4      |
| Bentley Team Absolute Racing | Bentley Continental GT3              | M      | 66  | Jonathan Venter        | 4      |
| Nexus Infinity               | Ferrari 458 GT3                      | M      | 83  | Dominic Ang            | 1–4    |
| Nexus Infinity               | Ferrari 458 GT3                      | M      | 83  | Joshua Hunt            | 1–4    |
| Nexus Infinity               | Ferrari 458 GT3                      | M      | 83  | Adrian D’Silva         | 4      |
| ARC Bratislava               | Audi R8 GT3                          | M      | 07  | Miroslav Konôpka       | 1–4    |
| ARC Bratislava               | Audi R8 GT3                          | M      | 07  | Pierre Kaffer          | 1      |
| ARC Bratislava               | Audi R8 GT3                          | M      | 07  | Fairuz Fauzy           | 2–4    |
| ARC Bratislava               | Audi R8 GT3                          | M      | 07  | Afiq Yazid             | 4      |
| Clearwater Racing            | McLaren 650S GT3                     | M      | 03  | Mok Weng Sun           | 1–4    |
| Clearwater Racing            | McLaren 650S GT3                     | M      | 03  | Rob Bell               | 1–4    |
| Clearwater Racing            | McLaren 650S GT3                     | M      | 03  | Keita Sawa             | 1–4    |
| Team AAI                     | Mercedes-Benz SLS AMG GT3            | M      | 90  | Tatsuya Tanigawa       | 2      |
| Team AAI                     | Mercedes-Benz SLS AMG GT3            | M      | 90  | Lam Yu                 | 2      |
| Team AAI                     | BMW Z4 GT3                           | M      | 91  | Junsan Chen            | 1–4    |
| Team AAI                     | BMW Z4 GT3                           | M      | 91  | Ollie Millroy          | 1–4    |
| Team AAI                     | BMW Z4 GT3                           | M      | 91  | Nobuteru Taniguchi     | 1, 3–4 |
| Team AAI                     | BMW Z4 GT3                           | M      | 91  | Dirk Müller            | 2      |
| Team AAI – HubAuto           | BMW Z4 GT3 Mercedes-Benz SLS AMG GT3 | M      | 92  | Morris Chen            | 1–4    |
| Team AAI – HubAuto           | BMW Z4 GT3 Mercedes-Benz SLS AMG GT3 | M      | 92  | Shin’ya Hosokawa       | 1–4    |
| Team AAI – HubAuto           | BMW Z4 GT3 Mercedes-Benz SLS AMG GT3 | M      | 92  | Hiroki Yoshimoto       | 1–4    |
| Team AAI                     | McLaren MP4-12C GT3                  | M      | 93  | Shunsuke Kohno         | 4      |
| Team AAI                     | McLaren MP4-12C GT3                  | M      | 93  | Tatsuya Tanigawa       | 4      |

### GT Am
| Team                  | Fahrzeug                                  | Reifen | Nr. | Fahrer         | Rennen |
| --------------------- | ----------------------------------------- | ------ | --- | -------------- | ------ |
| KCMG                  | Porsche GT3 Cup                           | M      | 51  | Paul Ip        | 1–4    |
| KCMG                  | Porsche GT3 Cup                           | M      | 51  | Christian Ried | 1–2    |
| KCMG                  | Porsche GT3 Cup                           | M      | 51  | James Munro    | 1      |
| KCMG                  | Porsche GT3 Cup                           | M      | 51  | Dan Wells      | 2      |
| KCMG                  | Porsche GT3 Cup                           | M      | 51  | Yuan Bo        | 3–4    |
| KCMG                  | Porsche GT3 Cup                           | M      | 51  | Martin Rump    | 3      |
| KCMG                  | Porsche GT3 Cup                           | M      | 51  | Akash Nandy    | 4      |
| Team Starspeed Racing | Lamborghini Huracán LP 620-2 Super Trofeo | M      | 77  | Chong Yau Wong | 4      |
| Team Starspeed Racing | Lamborghini Huracán LP 620-2 Super Trofeo | M      | 77  | Rick Yoon      | 4      |

## Rennkalender
Der Rennkalender zur Saison 2015/16 umfasste vier Veranstaltungen. Der Saisonauftakt, das 2-Stunden-Rennen von Fuji, wurde im Rahmenprogramm des, 6-Stunden-Rennen von Fuji, der FIA-Langstrecken-Weltmeisterschaft ausgetragen.
| Nr. | Datum            | Rennname / Ort                         | Sieger LMP2                     | Sieger LMP3                            | Sieger CN                | Sieger GT                                      | Sieger GT Am                       |
| --- | ---------------- | -------------------------------------- | ------------------------------- | -------------------------------------- | ------------------------ | ---------------------------------------------- | ---------------------------------- |
| 1   | 10. Oktober 2015 | 2-Stunden-Rennen von Fuji (Fuji)       | Race Performance                | DC Racing                              | -                        | Clearwater Racing                              | KCMG                               |
| 1   | 10. Oktober 2015 | 2-Stunden-Rennen von Fuji (Fuji)       | Nicolas Leutwiler Shinji Nakano | David Cheng Ho-Pin Tung                | -                        | Weng Sun Mok Rob Bell Keita Sawa               | Paul Ip Christian Ried James Munro |
| 2   | 8. November 2015 | 3-Stunden-Rennen von Sepang (Sepang)   | Race Performance                | DC Racing                              | Avelon Formula           | Clearwater Racing                              | KCMG                               |
| 2   | 8. November 2015 | 3-Stunden-Rennen von Sepang (Sepang)   | Nicolas Leutwiler Shinji Nakano | David Cheng Ho-Pin Tung Thomas Laurent | Denis Lian Giorgio Maggi | Weng Sun Mok Rob Bell Keita Sawa               | Paul Ip Christian Ried Dan Wells   |
| 3   | 10. Januar 2016  | 3-Stunden-Rennen von Buriram (Buriram) | Jagonya Ayam with Eurasia       | DC Racing                              | -                        | Nexus Infinity                                 | KCMG                               |
| 3   | 10. Januar 2016  | 3-Stunden-Rennen von Buriram (Buriram) | Sean Gelael Antonio Giovinazzi  | David Cheng Ho-Pin Tung Thomas Laurent | -                        | Joshua Hunt Dominic Ang                        | Paul Ip Martin Rump Yuan Bo        |
| 4   | 24. Januar 2016  | 3-Stunden-Rennen von Sepang (Sepang)   | Jagonya Ayam with Eurasia       | DC Racing                              | Avelon Formula           | Absolute Racing                                | KCMG                               |
| 4   | 24. Januar 2016  | 3-Stunden-Rennen von Sepang (Sepang)   | Sean Gelael Antonio Giovinazzi  | David Cheng Ho-Pin Tung Thomas Laurent | Denis Lian Giorgio Maggi | Jeffey Lee Alessio Picariello Christopher Mies | Paul Ip Akash Nandy Yuan Bo        |